# Shin'ya Nakamura
Ne doit pas être confondu avec Nakamura Shin'ya (joueur de go).
Shin'ya Nakamura (中村 晋也, Nakamura Shin'ya) est un artiste sculpteur de compositions monumentales, de figures, de nus et de portraits, japonais du XXe siècle, né en 1926 à Kameyama dans la préfecture de Mie.

## Biographie
Nakamura Shin'ya est diplômé de l'École Normale Supérieure de Tokyo en 1949, et il obtient une bourse d'études en 1966, puis en 1969, lui permettant de séjourner deux fois à Paris, où il travaille auprès du sculpteur espagnol Apelles Fenosa. En 1950, il est admis, pour la première fois, au Salon Nitten, où il expose ensuite régulièrement, à partir de 1955, devenant membre du jury en 1982, administrateur en 1989. Une rétrospective de son œuvre est organisée en 1991 au musée des Beaux-Arts de la ville de Hagoshima, tandis qu'il fait de nombreuses expositions personnelles: en 1992 à Tokyo et Osaka; en 1993 à Nigata; en 1994 à Kyoto; en 1995 à Sapporo, Matsuyama et, pour la première fois à Paris en 1996. 
Membre de l'Académie des Beaux-Arts au Japon en 1989, il est en 1992, professeur honoraire de l'Université de Kagoshima, où il a déjà professé en 1972. Il est nommé administrateur général de l'Association japonaise de sculpture en 1994.

## Style sous influence
Au moment de sa première rencontre avec Fenosa en 1966, il réalise des sculptures de petites dimensions qui évoquent les feuilles mortes d'automne, tourbillonnant dans le vent avant de pourrir au sol. Ce sont Histoire de feuilles 1966, La danse du vent 1967 ou Valse 1967, dont les formes abstraites, en aplats, se découpent dans l'espace à la manière de feuilles déchiquetées. Au début des années 1970, les sculptures de Nakamura semblent se dégager de leur « forme-feuille » pour laisser paraître la forme humaine qui prend corps en ronde-bosse: ce sont Brume de printemps 1971, Printemps 1973, Homme-papillon 1974. Cette évolution le conduit à un style à la fois serein et plein de vitalité, comme le montre La prière des étoiles 1981, dont le traitement fruste et âpre d'un côté s'oppose à un traitement lisse, plus classique, de l'autre.

## Son style de tradition
D'ailleurs, Nakamura oscille entre ces deux tendance, donnant des sculptures largement traitées, comme Bontan'chan 1992, mais aussi des sujets très en ronde-bosse, qui font même parfois penser à Maillol, tel: Le chant de la terre 1993. Enfin, Nakumura atteint une certaine  maturité avec des œuvres qui se dégagent de l'art occidental pour retrouver la tradition japonaise. Cette évolution, déjà amorcée avec Danseuse traditionnelle 1993, s'épanouit en 1995, avec le triple portrait de l'acteur de Kabuki Nakamura Shikanjō, présenté au naturel, puis maquillé et enfin dans son rôle. Il faut également noter les œuvres monumentales de Nakamura qui réalise plusieurs effigies et groupes érigés sur des places publiques, notamment à Kagoshima, Nishinoomote, Kikuji, Nase, Tokyo, Hamarachi, mais aussi dans une ville de Chine et  à Santa-Rosa aux États-Unis.

Après une formation auprès de l'art européen, Nakamura réussit une symbiose entre l'esthétique occidentale et japonaise.